# Länsstyrelsen i Norrbottens län
Länsstyrelsen i Norrbottens län är en statlig myndighet med kontor i Luleå och Jokkmokk. Länsstyrelsens  ansvar omfattar myndighetsutövning, utveckling, förvaltning och samordning av länets olika intressen. Länsstyrelsen har också ett särskilt ansvar att samordna statliga myndigheters insatser i länet. Myndigheten arbetar på regeringens uppdrag och ser till att nationella mål och beslut får genomslag i länet. Länsstyrelsen i Norrbottens län har cirka 280 anställda.
Länsstyrelsens chef är landshövdingen, som utses av Sveriges regering. Landshövding sedan 2021 är Lotta Finstorp.

## Vattenmyndighet
Länsstyrelsen i Norrbottens län utgör också vattenmyndigheten för Bottenvikens vattendistrikt, och ansvarar alltså för förvaltningen av kvaliteten på vattenmiljön i de områden i Sverige vars avrinning mynnar ut i Bottenviken.